# دقة زائفة
الدقة الزائفة (False precision)، وتُسمى أيضاً الدقة الزائدة أو الدقة المغلوطة أو الدقة غير الصحيحة، تحدث هذه المغالطة عندما تُقَدَّم البيانات الرقمية بصورة تنطوي على دقَّة أكثر من الواقع أو الحقيقة، بما أنَّ الأرقام تكون عادةً مجرَّدة من التحيز فإنَّ تقديم البيانات بهذه الطريقة يوهم المتلقي بأنَّها تتمتَّع بالدقة المثالية في حين أنَّها تكون زائفة أو أو مبالغ فيها.

## نظرة عامة
يعرِّف مادسن بيري مصطلح الدقة الزائفة بطريقة أكثر شمولية: "فهي تحدث عندما يتمُّ استخدام الأرقام للتعبير عن المفاهيم التي لا يمكن تقديمها بهذا الأسلوب"، وقد أكَّد بيري أنَّ مغالطة الدقة الزائفة غالباً ما يتمُّ استخدامها لإعطاء ثقة لا مبرِّر لها، ومن الأمثلة التي طرحها لتوضيح رأيه:
- "نحن نعلم أنَّ 90% من صعوبات الكتابة قد بدأت الآن"
- "غسول الفم لدينا هو ضعف جودة غسول الفم لدى الشركات المنافسة"

تنصُّ القواعد المُتبعة في مجالي العلوم والهندسة على أنَّ استخدام الأرقام عند تقديم البيانات والنتائج يجب أن يقتصر على الحالات التي تتطلَّب أو تحتاج مثل هذه الدقة الرقميَّة، ويجب ذكر هامش الخطأ بشكلٍ صريح عند استخدام أي أرقام، على سبيل أداة القياس المستخدمة في موضوعٍ ما فإنَّ نتائج العمليات الحسابية التي تُقَدَّم لا تكون موثوقة ودقيقة إلا إذا كانت الأرقام تحتوي على أعشار الدرجة بغض النظر عن الموضوع الذي تدرسه العملية الحسابية الأولية أو فيما إذا كانت البيانات الأخرى المستخدمة في الحساب أكثر دقة، وحتى خارج تخصصات الهندسة والعلوم هناك ميلٌ عام إلى افتراض أنَّ جميع الأرقام غير العشرية لعدد هي ذات معنى وبالتالي قد يؤدي تقديم أرقام زائدة عن الحد إلى توقُّع أنَّ البيانات المُقدمة تتمتَّع بدقة أفضل ممَّا هي عليه.
رغم كلِّ ذلك يبدو أنَّه من الممارسات الجيدة الاحتفاظ بأكبر قدر من الأرقام العشريَّة في المراحل المتعاقبة من الحساب الرياضي لأنَّ ذلك يقودنا في النهاية لتجنُّب أخطاء التقريب التي قد تتراكم أثناء الحساب، لأنَّ مغالطة الدقة الزائفة أكثر ما تنشأ عادةً عند دمج البيانات عالية الدقة والمنخفضة الدقة مع بعضهم أو عند التحويل بين الوحدات.

## أمثلة على مغالطة الدقة الزائفة
من الأمثلة التي توضِّح مفهوم الدقة الزائفة:
يقول مرشد سياحي أنَّ هذا الهيكل العظمي لديناصور يبلغ عمره مئة مليون وخمس سنوات لأنَّ أحد خبراء علم الأحياء أخبره أنَّ عمره كان 100 مليون سنة عندما بدأ العمل في هذا المتحف قبل خمس سنوات.
إذا أشار عداد سرعة السيارة إلى أنَّ السيارة تسير بسرعة 60 ميل في الساعة وتمَّ تحويلها إلى كم / ساعة فسوف تساوي 96.5606 كم / ساعة، إنَّ التحويل من العدد الكلي في نظام قياس ما إلى نتيجة بالغة الدقة في نظام قياس آخر يجعل الأمر يبدو كما لو كان نظام القياس الأول دقيقاً للغاية في حين أنَّه لم يكن كذلك.
من الأمثلة الهامة أيضاً أنَّه غالباً ما يتمُّ تقديم التدابير التي تعتمد على أخذ العينات الإحصائية مثل اختبارات الذكاء بدقة زائفة أو مبالغ فيها.